# Musée de l'automobile de West Bay
Le musée de l'automobile est un musée ouvert en mai 2010, situé à West Bay, dans les Îles Caïmans. Sur près de 1 120 m2, il abrite quatre-vingts voitures et motos rares, exotiques et classiques, appartenant à l'homme d'affaires norvégien Andreas Ugland (en).

## Historique
Le musée de l'automobile de West Bay a ouvert ses portes en mai 2010. Il abrite également une collection de peintures, de photographies et d'objets locaux. Il est situé près de la ferme aux tortues des Îles Caïmans,.
Du printemps 2016 à novembre 2016, le musée a été fermé pour rénovation. Au cours de cette période, de nouveaux véhicules ont été exposés, ainsi que davantage de peintures et d'objets locaux.

## Collections
- Réplique de la voiture Benz de 1886, première voiture au monde.
- Modèle exact d'une Cadillac Model D de 1905, la première voiture conduite dans les Îles Caïmans.
- Une Daimler DK400, première limousine de la reine Élisabeth II.
- Une Rolls-Royce Phantom II de 1930.
- Une Rolls-Royce Silver Spirit de 1988.
- Une Chevrolet Corvette (C1) de 1954
- Divers exemplaires de Ferrari, Rolls-Royce, Corvette, Jaguar, Maserati, BMW, etc.